# 苑田尚之
苑田 尚之（そのだ なおゆき）は、日本の予備校講師。東進ハイスクール・東進衛星予備校物理科講師、元河合塾物理科講師。

## 経歴
長崎県島原半島出身。長崎県立長崎西高等学校を経て、東京大学理学部物理学科を1988年3月に卒業。
2015年5月、東京大学新聞2015年5月12日号にトップインタビュー「好きなように生きよ」が掲載された。